# Ананьевская (Архангельская область)
Ананьевская — опустевшая деревня в Коношском районе Архангельской области. Входит в состав Ерцевского сельского поселения.

## География
Находится в юго-западной части Архангельской области на расстоянии приблизительно 57 км на запад-юго-запад по прямой от административного центра района поселка Коноша на правом берегу речки Ковжа.

## История
В 1905 году здесь (деревня Кирилловского уезда Новгородской губернии) было учтено 7 дворов.

## Население
Численность населения: 39 человек (1905 год), 0 как в 2002 году, так и в 2010.